# Нападател
 Тази статия е за ролята във футбола.  За турския сериал вижте Нападател (сериал).  
Нападател е стратегически пост със съответна зона на действие, който заема играч във футбола. Основна задача на всеки нападател е да атакува противниковата врата и да отбелязва попадения в нея.
В модерния футбол нападателите са многофункционални играчи. Днес, в повечето големи клубни и национални отбори, всеки нападател също така играе и като полузащитник, а в определени случаи и за известен период от време през играта може също и да изпълнява ролята на защитник.
Най-известните нападатели в историята на българския футбол са Георги Аспарухов, Динко Дерменджиев, Христо Стоичков и Димитър Бербатов.

## Централен нападател
(ЦН) Най-често това е висок играч, умеещ да играе добре с глава, както и с гръб към противниковата врата. Централният нападател, освен висок, трябва да бъде бърз и техничен. В модерния футбол от тях се изисква и да отварят пространства за съотборниците си, както и да свалят високи топки за тях в противниковата половина.

## Поддържащ нападател
Поддържащите нападатели (ПН) имат дълга история в развитието на футболната игра. Реално не са нито нападатели, нито атакуващи полузащитници. Те са може би играчите с най-свободна функция на игрището. От тях не се изисква да градят играта на отбора, нито да се борят за топки в наказателното поле. Все пак те създават множество голови положения за отбора си, било то чрез изстрели или потенциални голови подавания.

## Крило
Крилото или външният полузащитник се намира вляво и дясно на централните халфове (ЛК, ДК, ЛП, ДП). Атакуващи играчи, от тях не се изисквало да помагат в защита, но с развитието на модерния футбол от тях започва да се изисква освен офанзивни действия и подпомагане на защитниците. В основните задължения на крилото са: предоставяне на центрирания към нападателите пред противниковото поле, скорост, умели подавания, контрол над топката. От модерните крила се изисква също така да умеят да играят и на двата фланга. По принцип играещите предимно с десен крак се разполагат вдясно, а предпочитащите левия – вляво, но треньорите на много отбори изискват от крилата си да играят на противоположния фланг. Така играещ с левия крак играч, като Лео Меси или Ариен Робен, се разполага вдясно, като така се предоставя по-лесна възможност за пробив към централната част и обстрел на противниковата врата.